# Jesse More Greenman

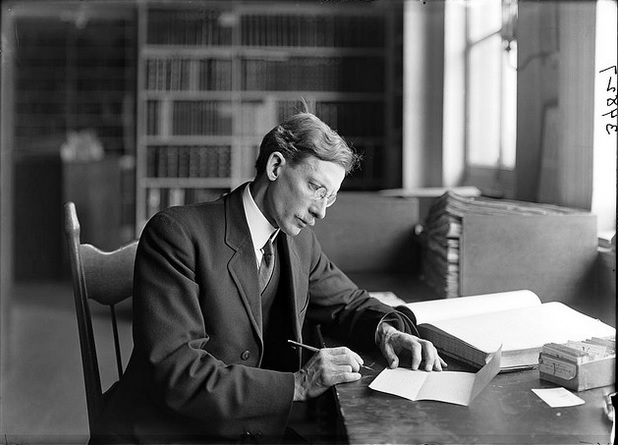
Jesse More Greenman, 1912

Jesse More Greenman (* 27. Dezember 1867 in North East, Pennsylvania; † 20. Januar 1951 in St. Louis, Missouri)  war ein amerikanischer Botaniker. Sein offizielles botanisches Autorenkürzel lautet „Greenm.“.

## Leben
Greenman studierte an der University of Pennsylvania und in Harvard. 1901 erhielt er in Berlin seinen Doktortitel. Im Anschluss daran arbeitete er zunächst als Assistent des Kurators der Abteilung für Botanik des Natural History Museums in Chicago und als Assistenzprofessor für Botanik der University of Chicago. 1913 wurde er Kurator des Herbariums des Missouri Botanical Gardens und erhielt eine Professur für Botanik an der Washington University. Beide Positionen übte er bis 1948 aus.

## Ehrungen
Nach ihm benannt sind die Gattungen der Familie der Korbblütler (Asteraceae) Greenmania Hieron., Greenmaniella W.M.Sharp und Jessea H.Rob. & Cuatrec.